# Ronald Levy
Ronald Levy (Westmoreland, 30 de octubre de 1993) es un deportista jamaicano que compite en atletismo, especialista en las carreras de vallas. Participó en los Juegos Olímpicos de Tokio 2020, obteniendo una medalla de bronce en la prueba de 110 m vallas.

## Palmarés internacional
| Juegos Olímpicos | Juegos Olímpicos | Juegos Olímpicos  | Juegos Olímpicos |
| Año              | Lugar            | Medalla           | Prueba           |
| ---------------- | ---------------- | ----------------- | ---------------- |
| 2020             | Tokio (Japón)    | Medalla de bronce | 110 m vallas     |